# Самудио, Исайас
Исайас Самудио (англ. Ysaias Zamudio; род. 10 мая 1969, США) — американский боксёр-профессионал, выступающий в лёгкой (Light Flyweight) весовой категории. Один из оппонентов экс-чемпиона мира по версии Всемирного боксерского совета (ВБС, WBC) россиянина Юрия Арбачакова.